# Cezarejska Mavretanija
Cezarejska Mavretanija (latinsko Mauretania Caesariensis), najbolj zahodna rimska provinca v severozahodni Afriki. Obsegala je večino ozemlja sedanje Alžirije in del Maroka. Glavno mesto province je bila Cezareja (sedanji Cherchel) na sredozemski obali Alžirije, po kateri je dobila svoje ime.

## Zgodovina
Sredi 1. stoletja našega štetja je rimski cesar Klavdij I. najzahodnejšo rimsko provinco v Afriki, imenovano Mavretanija (dežela ljudstva Mauri, od tod tudi beseda Mavri), razdelil na Mauretanio Caesariensis (imenovano po njenem glavnem mestu, enem od mnogih mest s preprostim imenom Cezareja po cesarskem kognomenu, ki je postal naslov) in Tingiška Mavretanija (sodobni Tanger).
Mauretania Caesariensis je vključevala osem kolonij, ki jih je ustanovil cesar Avgust: Cartennas, Gunugu, Igilgili, Rusguniae, Rusazu, Saldae, Zuccabar, Tubusuctu; dve od cesarja Klavdija: Cezareja, nekdanja prestolnica Jube, ki ji je dal to ime v čast svojemu pokrovitelju Avgustu, in Oppidum Novum; ena od cesarja Nerve: Setifis; pozneje pa Arsenaria, Bida, Siga, Aquae Calidae, Quiza Xenitana, Rusucurru, Auzia, Gilva, Icosium in Tipasa v vseh 21 dobro znanih kolonijah, poleg več municipij in oppida Latina.
Po Dioklecijanovi reformi tetrarhije je bil najbolj vzhodni del odcepljen od Mauretania Caesariensis kot ločena majhna provinca, Mauretania Sitifensis, imenovana po glavnem mestu v notranjosti Sitifis (zdaj Sétif) s pomembnim pristaniščem v Saldae (zdaj Béjaïa).
V času Dioklecijana in Konstantina Velikega sta bila tako Sitifensis kot Caesariensis dodeljena upravni škofiji Afrike pod pretorsko prefekturo Italije, medtem ko je Tingitana pripadala škofiji Hispanija pod pretorsko prefekturo Galija, torej je bila enklava ločena od evropskega ozemlja škofije in prefekture, ki ji je pripadala.
Po padcu Zahodnega rimskega cesarstva je bilo ustanovljeno germansko Vandalsko kraljestvo, vendar je preostalo Vzhodno cesarstvo (zdaj znano zgodovinarjem kot Bizantinsko cesarstvo) okoli leta 533 ponovno zavzelo območje, vendar je večina Mauretania Caesariensis ostala pod nadzorom lokalnih mavrskih vladarjev kot je Mastigas, in šele v 560-ih in 570-ih letih je bil bizantinski nadzor vzpostavljen v notranjosti.
Med Mavricijevo vladavino je bilo cesarstvo reorganizirano in ustanovljenih je bilo več eksarhatov, med njimi Afriški eksarhat, ki je med drugimi ozemlji vključeval Mavretanijo. Mauretania Sitifensis je bila ponovno združena nazaj v to provinco in dobila je ime Mauretania Prima.
Muslimanska osvojitev Magreba za kalifat pod rodbino Omajadov je pomenila konec bizantinskega Afriškega eksarhata in tamkajšnje poznoantične rimske kulture in Mauretania Caesariensis je postala del najzahodnejše islamske province, imenovane Magreb.

## Gospodarstvo
Glavni izvoz iz Caesariensisa so bila škrlatna barvila in dragocen les; in Amazighe ali Maurie so Rimljani visoko cenili kot vojake, zlasti kot lahko konjenico. Izdelali so enega Trajanovih najboljših generalov Luzija Kvijeta in cesarja Makrina.

## Religija
Cezareja je bila pred letom 330 veliko judovsko središče, Sitifis pa eno od središč vojaškega kulta  Mitre. V 4. in 5. stoletju se je v Mavretanijo razširilo krščanstvo.
V obdobju germanskega Vandalskega kraljestva, ki so ga leta 430 ustanovili Vandali z Iberskega polotoka, je v vladajočem družbenem razredu trinitarijansko krščanstvo zamenjalo arijanstvo. Vandalsko kraljestvo je okoli leta 533 uničila bizantinska armada pod poveljstvom generala Belizarja, večina Cezarejske Mavretanije pa je kljub temu ostala pod oblastjo lokalnih mavrskih vladarjev, med katerimi je bil tudi Mastigas. Bizantinci so svojo oblast v notranjosti kontinenta vzpostavili šele v 560-ih in 570-ih letih. Bizantinski Afriški eksarhat so v 7. stoletju osvojili Arabci. Postal je del muslimanskega Omajadskega kalifata in rimska oblast v Afriki se je s tem končala. Večina nekdanje Cezarejske Mavretanije je postala del najbolj zahodne muslimanske province Magreb (arabsko al-Maghrib).